# Kacerna
Kacerna (někdy označován jako Kačerna) je rybník, který se nachází nedaleko Bukové, asi 5 km od Merklína v okrese Plzeň-jih.

## Poloha a povodí
Rybník zaujímající plochu 15 ha leží v údolí na úpatí Srnčího vrchu v Merklínské pahorkatině, napájen je Starým potokem a vytéká z něj říčka Merklínka, která později ústí do Radbuzy.

## Povodně 2002
Hráz rybníka se při povodních v srpnu 2002 protrhla a byla opravena až v roce 2004. Památný Kacerenský dub, který roste na hrázi, přečkal povodně bez úhony.

## Turistické informace
Přes hráz a okolo rybníka vede zelená turistická trasa 3622 z Chotěšova na hrad Pušperk. Ve svahu Srnčího vrchu je zaniklý lom se štěrkovnou. Původní lom se stal v roce 2020 skautským táborem roudnických skautů. 